# 趙良駿
趙良駿（英語: Samson Chiu）是香港資深導演，憑藉《金雞》系列奠定了其在華人電影圈的地位。作品中體現自己對香港社會的思考，影像風格成熟、別具特色。

## 生平
中學畢業後，曾從事多類不同行業。其後擔任吳宇森導演的《錢作怪》（1980）與許冠文導演的《摩登保鑣》（1981）的場記工作。後到加拿大修讀電影，1983年回港擔任楊凡、張艾嘉、吳宇森等導演的副導演。1989年首次執導《神行太保》，獲台灣新聞局優秀影片獎。其後移民加拿大，兩年後回港繼續電影工作，1993年以編導青少年成長電影《記得…香蕉成熟時》而知名。1994年他繼續以青少年為影片主題，編導《壞孩子俱樂部》（1995）。2000年以《月亮的秘密》獲第37屆台灣金馬獎最佳改編劇本獎提名。
他的代表作是吳君如領銜演出的《金雞》（2002），他自言是借金雞講一個「雞雞地做個開心人」的故事，當中樂觀積極的人生態度也是他自己的寫照。他以此片獲第22屆香港電影金像獎最佳電影提名，吳君如亦以此片獲最佳女主角獎。2007年他以一個左派電影院放映員的一生，拍攝反映香港近數十年變遷的《老港正傳》。他又拍攝了紀錄短片《飛過燦爛的日子——告別啟德機場篇》（1998）與《天星碼頭 —一首告別中環的歌》（2006）。
他曾任香港電影導演會執委會第七屆（1996-1998）、第八屆（1998-2000）與第十屆（2002-2004）執委，又擔任香港電影編劇家協會第六屆（2001-2003）副會長，執委會第五屆（1999-2001）與第七屆（2003-2005）執委。
電影以外，他亦是一位攝影遊記創作人，在《明報周刊》發表《人間散步》旅遊文字攝影專欄，2002年結集成書。之後又出版了《澳門行街Guide》、《七千零七夜戀戀書廊》等書。

## 電影作品年表[1]
| 時間 | 電影                 | 職位           | 演員                                           | 獎項/參展紀錄                                                                 |
| ---- | -------------------- | -------------- | ---------------------------------------------- | ----------------------------------------------------------------------------- |
| 1989 | 神行太保             | 導演、編劇     | 劉德華、林俊賢、苗僑偉、曾志偉、鄺美雲         | 獲台灣新聞局優秀影片獎                                                        |
| 1993 | 白玫瑰               | 導演、編劇     | 張曼玉、張耀揚、胡楓、葉玉卿、王敏德、徐少強   |                                                                               |
| 1993 | 記得…香蕉成熟時      | 導演           | 鄧一君、曾志偉、馮寶寶                         |                                                                               |
| 1994 | 新同居時代           | 聯合導演、編劇 | 吳倩蓮、張曼玉、吳奇隆、張艾嘉、趙文瑄、林海峰 |                                                                               |
| 1995 | 壞孩子俱樂部         | 導演、編劇     | 林明倫、梁焯滿、郭靜、陳孝嶽                   |                                                                               |
| 1996 | 奇異旅程之真心愛生命 | 導演、編劇     | 劉德華、鍾鎮濤、李綺虹                         |                                                                               |
| 2000 | 月亮的秘密           | 導演、編劇     | 李嘉欣、李綺紅、范文芳、何潤東、方中信、吳大維 | 提名第37屆金馬獎最佳改編劇本獎                                                |
| 2002 | 金雞                 | 導演、編劇     | 吳君如、曾志偉、劉德華、梁家輝、胡軍           | 提名第22屆香港電影金像獎最佳電影 提名第8屆香港電影金紫荊獎 最佳導演及最佳編劇 |
| 2003 | 金雞2                | 導演           | 吳君如、張學友、黎明、鄭中基、杜汶澤           | 獲 第十屆香港電影評論學會大獎 推薦電影                                        |
| 2005 | 如果·愛              | 聯合導演       |                                                |                                                                               |
| 2006 | 春田花花同學會       | 導演           | 林海峰、黃秋生、曾志偉、鄭中基、梁洛施         |                                                                               |
| 2007 | 老港正傳             | 導演、編劇     | 黃秋生、鄭中基、毛舜筠、莫文蔚                 |                                                                               |
| 2015 | 我是路人甲           | 創作總監       |                                                |                                                                               |

## 書籍
| 出版日期 | 書名               | 作者           | 出版社             | ISBN               |
| -------- | ------------------ | -------------- | ------------------ | ------------------ |
| 2002年   | 人間散步           | 趙良駿         | 明窗出版社有限公司 | ISBN 9789629737382 |
| 2002年   | 澳門行街Guide      | 趙良駿, 陳曉蕃 | 明窗出版社有限公司 | ISBN 9789629737375 |
| 2016年   | 七千零七夜戀戀書廊 | 趙良駿         | 敦煌出版社         | ISBN 9789624241372 |

## 資料來源
1. ↑  .   [2017-05-19]. （原始内容存档于2017-05-24）.

## 外部連結
- 趙良駿在香港影庫上的簡介
- 趙良駿在豆瓣上的资料（简体中文）